# Clima emiboreale
Il clima emiboreale è un tipo di clima a metà strada tra il clima temperato e subartico (o boreale). Il termine è più frequentemente usato nel contesto degli ecosistemi.

## Botanica
Una foresta emiboreale ha alcune caratteristiche di una foresta boreale e condivide anche caratteristiche con foreste delle zone temperate. Le conifere predominano nella zona emiboreale, ma sono presenti anche un numero significativo di specie decidue, come pioppi tremuli, querce, aceri, frassini, betulle, faggi, noccioli e carpini.

## Clima
Il termine talvolta denota la forma di clima caratteristico della zona delle foreste emiboreali, specificamente, i climi designati Dfb, Dwb e Dsb e nella Classificazione dei climi di Köppen. A volte, viene applicato a tutte le aree che hanno inverni lunghi, freddi ed estati calde (ma non troppo), comprese le aree semi-aride e aride in base alle precipitazioni medie annue.

## Esempi
Esempi di luoghi dal clima o ecosistema emiboreale sono:
- Gran parte del Canada meridionale (tutto il Canada sud-orientale ad eccezione di parti del sud dell'Ontario e delle province centrali della prateria al di fuori delle praterie)
- Negli Stati Uniti: gran parte del Michigan, Wisconsin e Minnesota, insieme al Dakota del Nord orientale. Inoltre, molte zone di montagna negli Stati Uniti occidentali.
- La foresta pluviale della Siberia meridionale in Russia comprende foreste emiboreali.[1]
- La Norvegia meridionale e la Svezia meridionale, tranne i comuni più meridionali.
- Lettonia, Lituania, Bielorussia ed Estonia.
- Zona costiera e arcipelago di Turku in Finlandia e regione delle Isole Åland.
- In Italia, l'altopiano di Asiago.